# Brastads distrikt
Brastads distrikt är ett distrikt i Lysekils kommun och Västra Götalands län. 
Distriktet ligger vid kusten, norr om Lysekil. 

## Tidigare administrativ tillhörighet
Distriktet inrättades 2016 och utgörs av socknen Brastad i Lysekils kommun.
Området motsvarar den omfattning Brastads församling hade vid årsskiftet 1999/2000.